# Francesco Laratta
Francesco Laratta meglio noto come Franco Laratta (San Giovanni in Fiore, 26 dicembre 1959) è un politico e giornalista italiano.
Giornalista pubblicista di articoli su quotidiani regionali della Calabria, è stato fondatore di una serie di riviste con diffusione regionale ed ha collaborato con quotidiani e periodici regionali. Fa parte del Consiglio d'Amministrazione di ISMEA, ente economico pubblico che si occupa dell'agricoltura italiana, sostenendo e finanziando i progetti di sviluppo delle aziende del settore agroalimentare. È membro del Centro Internazionale di Studi Gioachimiti. È sposato ed ha due figli.

## Giornalista e conduttore
Franco Laratta ha fondato e diretto diverse testate giornalistiche del suo paese: "Il Cittadino", "La Città di Gioacchino", "Radio Sila Tre". Per alcuni anni ha diretto anche la tv locale di San Giovanni in Fiore "Sila TV".
È stato direttore e curatore di alcune trasmissioni informative dell'emittente crotonese Video Calabria, distinguendosi per inchieste sulla criminalità è sulla 'ndrangheta. Tra le principali trasmissioni ricordiamo "Calabria punto e a Capo", trasmissione di approfondimento politico, e "Calabria Verde", trasmissione incentrata sull'agricoltura calabrese sul modello cronistico di Linea Verde.
Ha scritto e collaborato anche con alcuni fra i quotidiani e giornali più importanti della Calabria, quali la Gazzetta del Sud (ed. Cosenza), Il Crotonese e Il Quotidiano della Calabria.

## Politico
Già iscritto alla Democrazia Cristiana, è stato segretario provinciale di Cosenza del Partito Popolare Italiano dal 1996 al 1999. Assessore e Vice Presidente provinciale di Cosenza nella giunta di Acri. Ha aderito successivamente alla Margherita, di cui è stato vicesegretario regionale dal 2004. Quindi all'Ulivo e poi al Pd.
È stato deputato della Repubblica dal 2006 quando venne eletto durante il mandato del Governo Prodi II, con la coalizione de L'Ulivo in Calabria. È stato riconfermato 2 anni dopo per un secondo mandato come esponente del Partito Democratico. Durante la sua presenza nel Parlamento si è distinto come uno dei proponenti di diverse proposte di legge, interventi in Aula e interrogazionu parlamentari. È stato membro della Commissione bicamerale Antimafia.
Nella XVI Legislatura ha fatto parte della "IX Commissione" curante i trasporti, le poste e le comunicazioni (dal 21/05/2008 al 05/11/2008), e successivamente ha operato nella Commissione parlamentare di inchiesta sul fenomeno della mafia e sulle altre associazioni criminali, anche straniere, commissione insediatasi il 14/09/2009.
Il 15 aprile 2011 in una nota, chiede al Parlamento italiano una raccolta di firme a sostegno della candidatura al Nobel per la Pace del cooperante e attivista Vittorio Arrigoni ucciso da una cellula salafita palestinese.
Ha fatto parte della Commissione bicamerale per le Semplificazioni.
È autore di decine di Proposte di legge, interrogazioni, interpellanze parlamentari.
Da parlamentare si è occupato delle infiltrazioni della 'ndrangheta nei comuni e nelle imprese produttive calabresi, dello sviluppo produttivo, dei problemi legati all'accesso al credito da parte delle imprese, del lavoro, delle infrastrutture, dello sviluppo del Mezzogiorno, dei trasporti, di Sanità, delle condizioni delle carceri, dell'immigrazione, dei problemi legati alla disoccupazione giovanile nel sud.
2009
Regione Calabria
Consigliere regionale per 90 giorni.
2005-2006
Presidente della Commissione regionale per l'Emersione dal lavoro irregolare
Si è occupato dei problemi legati allo sfruttamento del lavoro, al 'caporalato', alle condizioni in cui operano le imprese del Sud, di lavoro nero.
1999-2004
Provincia di Cosenza
Assessore
Ha sostenuto e presentato la pubblicazione del volume: 
Usura, il lato occulto del credito
Eurispes, Tipolitografia Grafica Pollino, 2004
Ha promosso la pubblicazione della guida: 
Un'idea per non dipendere... Fare impresa
Plane srl, 1ª edizione 2002, Cosenza
Un'idea per non dipendere... Fare impresa
Plane srl, 2ª edizione 2002, Cosenza
Ha sostenuto e presentato la pubblicazione del volume:
Analisi dei fabbisogni formativi e professionali delle sistema delle imprese 
Eurispes-Grafica Pollino, 2003
Ha curato la pubblicazione della guida:
Missione lavoro!
L'Eco Cosenza, Abramo. 2002-2003
Ha promosso e curato il volume: 
Il lavoro: ieri, oggi, domani
Paideia-Le Nuvole, Cosenza 2004
Artifices, l'orgoglio del saper fare
L'Eco, 2004, Cosenza
Inoltre:
Ha coordinato la Commissione provinciale Tripartita (con imprese, forze sociali e istituzioni) sulle crisi aziendali;
ha coordinato i Tavoli di studio sul Mercato del lavoro;
ha riqualificato e rilanciato la rete dei Centri per l'Impiego, degli Sportelli Immigrazione, dei Rapporti scuole-imprese-università;
ha promosso iniziative pubbliche su 'Fare impresa'.
ha posto in essere l'Osservatorio sul credito della provincia;
ha promosso e valorizzato la rete gli sportelli Informagiovani per l'inserimento dei giovani nel mondo del lavoro;
ha promosso e valorizzato, con le Università calabresi, 'Orientagiovani', destinata all'incontro tra università e imprese, al fine di favorire l'occupazione specializzata;
ha promosso l'annuale 'Fiera dei 100 comuni" (che poi ha superato la decima edizione), incentrata sulla promozione e valorizzazione del sistema economico-produttivo-agricolo e artigianale calabrese;
ha promosso e curato “Artifices, la Fiera dei Mestieri”, L'Eco- Cosenza, 2004.
Nella sua veste di giornalista ha curato e diretto per due anni un'inchiesta tv sull'agricoltura: "CalabriaVerde", incentrata sulla valorizzazione delle imprese agro-alimentari che operano con successo nel Mezzogiorno.
Si è occupato a lungo del problema del credito in Calabria, del costo del denaro, del rapporto Imprese-Istituti di credito, dell'utilizzazione dei Fondi comunitari, degli incentivi alle imprese produttive.
Si è a lungo occupato del fenomeno delle infiltrazioni criminali in Calabria.
È autore di volumi, scritti e indagini giornalistiche sulla diffusione della 'ndrangheta e sullo sviluppo del sud.
È iscritto dal 1987 all'Ordine nazionale dei Giornalisti.
È iscritto al Sindacato Nazionale degli Scrittori Italiani. 
Diploma di scuola secondaria superiore Tecnico Commerciale;
Esperto di Tecniche della Comunicazione.
È stato Direttore Responsabile delle testate giornalistiche:
Radio Sila Tre
SilaTv
Il Cittadino.
La Città di Gioacchino 
(tutte a carattere regionale).
Ha collaborato con Il Crotonese, Gazzetta del Sud, Il Quotidiano della Calabria, Infonight.
Scrive per l'Unità on line, Il Corrieredellacalabria.
È autore di circa 3000 articoli e approfondimenti giornalistici, in particolar modo sulla criminalità in Calabria, sulle imprese produttive, sul 'Pianeta Sanità', sullo sviluppo del sud, sulla promozione delle imprese meridionali.
È membro del Centro Internazionale di Studi Gioachimiti.
Fa parte del Consiglio d'Amministrazione di ISMEA, ente pubblico che si occupa dell'agricoltura italiana, sostenendo e finanziando i progetti di sviluppo delle aziende del settore agroalimentare.
Nel dicembre 2012 si candida alle primarie del PD, in provincia di Cosenza, indette per eleggere i candidati del partito al Parlamento italiano in vista delle elezioni politiche del 2013. Le primarie si sono svolte il 29 dicembre 2012 e Laratta ha ottenuto 4906 preferenze posizionandosi al quinto posto su undici candidati in provincia di Cosenza. L'8 gennaio 2013 la direzione nazionale del PD lo candida alla Camera dei deputati nella posizione numero dieci della lista PD nella circoscrizione Calabria risultando primo dei non eletti. Sulle primarie calabresi sono stati sollevati forti dubbi di irregolarità.
Attualmente è Coordinatore regionale di Areadem, la componente del pd legata a Dario Franceschini. Svolge intensa attività politica e culturale in Calabria.
Ha fatto parte di gruppi e associazioni cattoliche; gruppi studenteschi, organi collegiali delle Scuole superiori, circoli culturali, redazioni giornalistiche.

## Pubblicazioni
- Biografia di P. Antonio Pignanelli (1987)
- Non sparate sul cronista (1990)
- La villa dei sette piani (1992)
- Quando in Sila cade la neve (1994)
- Il Villaggio svanito (1999)
- Riflessioni Libere (2004)
- La lunga notte della Calabria (2006)
- Miseria e nobiltà (della Politica e della Società) (2008)
- Cronache di fine impero (2010)
- Cronache di fine impero Seconda Edizione aggiornata (2011)
- P.Antonio Pignanelli a 25 anni dalla morte (2012)
- Duonnu Pantu, anteprima (2013)
- Ho un libro in testa, ma non è questo (2014) con Luca Altomare
- Mina nell'evoluzione del costume italiano- 1960-2000 (In uscita)
- La Terra e il Cuore (2015)
- Vantativinne (2019)